# Cybaeus auburn
Espèce
Cybaeus auburn est une espèce d'araignées aranéomorphes de la famille des Cybaeidae.

## Distribution
Cette espèce est endémique de Californie aux États-Unis. Elle se rencontre dans les comtés de Placer et d'El Dorado.

## Étymologie
Son nom d'espèce lui a été donné en référence au lieu de sa découverte, Auburn.

## Publication originale
- Bennett, Copley & Copley, 2019 : Cybaeus (Araneae: Cybaeidae): the adenes species group of the Californian clade. Zootaxa, no 4711(2), p. 245-274.